# Kirkeby (Svendborg Kommune)
 For alternative betydninger, se Kirkeby. (Se også artikler, som begynder med Kirkeby)
Kirkeby er en lille by på det sydlige Fyn med 563 indbyggere  (2024). Kirkeby er beliggende i Kirkeby Sogn ved Svendborgmotorvejen tre kilometer sydøst for Stenstrup og 10 kilometer nordvest for Svendborg. Byen tilhører Svendborg Kommune og er beliggende i Region Syddanmark.
Kirkeby Kirke og Kirkeby Skole ligger i byen.